# Gunzelin di Meißen
Gunzelin di Kuckenburg (965 circa – 1017 circa) è stato margravio di Meißen dal 1002 al 1009.

## Biografia
Egli fu il secondo figlio di Günther di Merseburg della stirpe degli Eccardingi, fratello minore di Eccardo I di Meißen, e cognato di Boleslao I di Polonia.
Nel 1002, dopo il fallimento del tentativo di Eccardo di assurgere al trono e il suo successivo assassinio, Boleslao occupò Meißen, ma il nuovo Imperatore Enrico II lo forzò a rinunciare alle proprie conquiste in cambio della marca di Lusazia. La Lusazia venne quindi divisa da Meißen, che venne affidata a Gunzelin per ordine di Boleslao.
Nell'autunno del 1004, Gunzelin prese parte al fortunato assedio del castello di Budusin, presso Bautzen, guidato da Enrico IV, città che era stata occupata dai polacchi nel 1002. Viene riportato da Tietmaro di Merseburgo che il castello sarebbe stato raso al suolo se per insistenza di Gunzelin i polacchi non avessero desistito. Ritirandosi, ad ogni modo, i polacchi lasciarono devastata gran parte della marca. Gunzelin da allora risiedette quasi esclusivamente a Budusin.
Gunzelin si scontrò con i propri nipoti, Ermanno e Eccardo II, in una delle peggiori guerre dell'XI secolo. Questa guerra si era originata essenzialmente per il fatto che Gunzelin aveva venduto la città di Wends, da poco catturata, alla locale comunità giudea, i quali godevano anche il diritto di proprietà sui locali schiavi slavi. La chiesa, ad ogni modo, si opponeva alla tratta degli schiavi.
Gunzelin e Boleslao mantennero relazioni amichevoli sino al 1009, quando il primo venne deposto da Enrico, il quale sospettava che egli fosse alleato di Boleslao contro di lui. Egli viaggiò a Merseburgo per una dieta, dove venne arrestato e posto sotto la protezione dell'arcivescovo Arnolfo di Halberstadt. Gunzelin rimase imprigionato per otto anni nel villaggio di Ströbeck, nell'arcidiocesi di Magdeburgo e i suoi poteri vennero esercitati da suo nipote. Secondo una tradizione locale, egli trascorse gli anni della sua prigionia giocando a scacchi ed insegnando il gioco ai popolani locali. Liberato nel 1017, morì poco tempo dopo.